# Jorge de Sena
Jorge de Sena (* 2. November 1919 in Lissabon; † 4. Juni 1978 in Santa Barbara) war ein portugiesischer Schriftsteller, Literaturwissenschaftler und Übersetzer. Er gilt als einer der bekanntesten Vertreter des portugiesischen Surrealismus.

## Leben
Jorge de Sena wurde am 2. November 1919 in Lissabon geboren, seine Schullaufbahn begann er an der Escola Vasco da Gama, darauf wechselte er an das Liceu Luís de Camões. Später studierte er zuerst Ingenieurwissenschaften an der Faculdade das Ciências in Lissabon, den Kurs beendete er jedoch 1944 an der Universität Porto. Ab 1946 arbeitete er als Bauingenieur unter anderem in der portugiesischen Straßenbehörde.
Als Offizier des Heeres beteiligte er sich zu Zeiten des Salazar-Regimes zunächst an einer Unterschriftenaktion für freie Wahlen; 1959 nahm Sena an einem später gescheiterten Militärputsch teil. Aufgrund dessen verließ Jorge de Sena Portugal und begab sich ins freiwillige Exil nach Brasilien, wo er an der Oppositionszeitung Portugal Democrático mitarbeitete. In Brasilien beschritt de Sena die akademische Laufbahn und dozierte als Lehrstuhlinhaber für Literaturtheorie an der Universität Assis, in der Nähe von São Paulo. 1961 dozierte er portugiesische Literatur an der ebenfalls nicht weit von São Paulo gelegenen Universität von Araraquara. In Brasilien promovierte er außerdem mit einer Arbeit über den portugiesischen Nationaldichter Luís de Camões.
Um die politischen Verhältnisse in Brasilien besorgt, immigrierte Jorge de Sena 1965 in die Vereinigten Staaten, um dort zuerst an der Universität von Wisconsin in Madison zu dozieren. Fünf Jahre später übernahm er den Vorsitz des Departments für Spanisch, Portugiesisch und vergleichende Literatur der Universität von Kalifornien in Santa Barbara, den er bis 1978 innehatte. 1968 besuchte er regelmäßig verschiedene europäische Länder und erhielt 1977 in Italien den Großen Internationalen Preis für Poesie Etna-Taormina. Ein Jahr später, am 4. Juni 1978, starb er in Santa Barbara.
Während seiner Zeit im Exil unterhielt er Kontakte zu kritischen Literaten und Oppositionellen in Portugal. Bekannt war insbesondere seine tiefe Freundschaft zu Sophia de Mello Breyner Andresen. Die portugiesische Regisseurin Rita Azevedo Gomes verfilmte 2016 mit dem prämierten Film Correspondências ihren von 1957 bis zu de Senas Tod 1978 reichenden Briefwechsel.
Postum erhielt Jorge de Sena von der portugiesischen Präsidentschaft das Großkreuz des Ordem de Sant'iago für seine Verdienste dem portugiesischen Volk gegenüber, ebenso den Orden des Infante D. Henrique. 1980 weihte die Universität von Santa Barbara im Gedenken an den ehemaligen Dozenten der Lehreinrichtung das Jorge de Sena Center for Portuguese Studies ein.
Am 11. September 2009 wurde Jorge de Senas Leichnam nach Lissabon rückgeführt und im Friedhof Cemitério dos Prazeres beigesetzt.

## Werk

### Lyrik
Jorge de Senas schriftstellerisches Œuvre umfasst insgesamt achtzehn Gedichtbände. Erste Gedichte veröffentlichte er 1939. Ein Jahr später begann er an der Literaturzeitschrift Cadernos de Poesia mitzuarbeiten, die 1942 die Herausgabe seines ersten Gedichtbandes unterstützte. Zu Beginn der fünfziger Jahre sprach sich Sena hier für ideologische Unabhängigkeit aus und versuchte zwischen einer „reinen“ und einer „sozialen“ Dichtung zu vermitteln, um damit den während des Zweiten Weltkrieges aufgekommenen Konflikt zwischen den Presença-Literaten und Neorealisten zu kitten.
Er plädierte für eine „Poesie der Zeugenschaft“, eine Poesie, die sich ihres erzieherischen Auftrags bewusst ist und sich die Wahrhaftigkeit des Zeugen auf die Fahne schreibt. Ebendieses Prinzip entwickelte de Sena in den sechziger Jahren dann weiter zur „Poesie der Gelegenheit“. Im Vorwort zu Poesia 1 erklärte Sena, der Dichtung „obliege es, die Welt weniger zu begreifen als zu verändern“. Er übertrug damit die von Karl Marx verfassten Thesen über Feuerbach auf die Dichtung und nahm sie auf diese Weise in die Verantwortung.

### Prosa
Neben diversen kleineren Erzählungen hinterließ de Sena den postum veröffentlichten Roman Sinais de Fogo. Das deutliche autobiographische Züge tragende Werk spielt in der portugiesischen Hafenstadt Figueira da Foz im Sommer 1936. Das erdrückende politische Klima Portugals und ein in der Luft fühlbarer Spanischer Bürgerkrieg fallen in eins mit der Adoleszenz der Hauptperson Jorge. Dieser stürzt sich zeitgleich in die, seine Promiskuität in Frage stellende, erste große Liebe und verwickelt sich in eine Untergrundaktion zur Unterstützung der Spanischen Republik. Der Protagonist wird in eine tiefe Krise gestürzt, die er schließlich durchs Schreiben überwindet.

### Weiteres
Sena schrieb diverse Theaterstücke, unter anderem O Indesejado (António Rei). Die Tragödie in vier Akten greift das Verschwinden des portugiesischen Königs Sebastião I. auf, dessen erhoffte Wiederkehr sich im Glauben des Sebastianismus manifestierte. Daneben schrieb Sena unter anderem noch Essays, verfasste Kritiken und übersetzte bekannte Gedichte der Weltliteratur ins Portugiesische. 1995 wurde das Werk von Luís Filipe Rocha als Kinofilm adaptiert.

### Werkliste
Poesie
- Perseguição (1942)
- Coroa da Terra (1946)
- Pedra Filosofal (1950)
- As Evidências (1955)
- Fidelidade (1958, Neuveröffentlichung 1968)
- Metamorfoses (1963)
- Arte de Música (1968)
- Peregrinatio ad Loca Infecta (1969)
- Exorcismos (1972)
- Conheço o Sal e Outros Poemas (1974)
- Sobre esta Praia (1977)
- Poesia I (1977)
- Poesia II (1978)
- Poesia III (1978)
- Visão Perpétua (1982, postum)
- Dedicácias (1999, postum)

Prosa
- Andanças do Demónio (1960)
- Novas Andanças do Demónio (1966)
- Os Grão-Capitães (1976)
- O Físico Prodigioso (1977)
- Sinais de Fogo (1979, postum)
- Génesis (1983, postum)

Drama
- O Indesejado (1951)
- Ulisseia Adúltera (1952)
- O Banquete de Dionísos (1969)
- Epimeteu ou o Homem Que Pensava Depois (1971)

Essays
- Da Poesia Portuguesa (1959)
- O Poeta é um Fingidor (1961)
- O Reino da Estupidez (1961)
- Uma Canção de Camões (1966)
- Os Sonetos de Camões e o Soneto Quinhentista Peninsular  (1969)
- A Estrutura de Os Lusíadas e Outros Estudos Camonianos e de Poesia Peninsular do Século XVI (1970)
- Maquiavel e Outros Estudos (1973)
- Dialécticas Aplicadas da Literatura (1978)
- Fernando Pessoa & Cia. Heterónima (1982, postum)